# 貝爾曼擬譜法
貝爾曼擬譜法（Bellman pseudospectral method）是針對最优控制的擬譜法，以貝爾曼方程為基礎，是I. Michael Ross提出擬譜最佳控制中的一部份。此方法得名自理查德·貝爾曼，是由I. Michael Ross開始使用，一開始是用來求解多尺度的最佳控制問題，後來擴展到一般最佳問題的次佳解。

## 理論基礎
貝爾曼擬譜法的多尺度版本是以Ross–Fahroo擬譜法的譜收斂特性為基礎。因為Ross–Fahroo擬譜法會快速的以指數型式收斂，可以在只有非常少節點的情形下達到解的點收斂，而其解還有很多高頻的成份。最佳控制的混疊現象一開始是由Ross等人發現的。他們沒有用一般信號處理中處理反混疊的技巧，而提出最佳控制的貝爾曼原則可以應用在收斂解上，找到各節點之間的資訊。因為Gauss–Lobatto節點在邊界點會相當的密集，Ross等人認為若在初始條件附近的節點密度滿足采样定理，可以用遞迴方式用一種稱為貝爾曼分段（Bellman segments）的分段，求解最佳控制問題，得到完整的解。
在此方法的擴展版本中，Ross等人提出可以用此方式得到不一定是最佳解的可行解。此版本中，即使是知道解沒有收斂到最佳化，也可以用貝爾曼擬譜法在更低密度的節點條件下求解。此條件下得到的是可行解。
貝爾曼擬譜法的一個重要特點是它會以原始的擬譜法以貝爾曼分段下求和的成本為基礎，自動決定一些次最佳化的量測。

## 計算效率
貝爾曼擬譜法在計算上的優點之一是可以不用遵守節點的高斯分佈。在標準的擬譜法中，節點會以高斯分佈（有限時域會是Gauss-Lobatto，無限時域會是Gauss-Radau）。高斯分佈在區間的中間會很稀疏（無限時域中的「中間」會有其他的定義方式），在邊界則會很密集貝爾曼擬譜法的利用初始點節點累計的好處來對所到的解反混疊，不考慮其他的節點。因此最後節點的分佈是非高斯及密集的，不過其計算方式仍維持稀疏的結構。

## 應用
貝爾曼擬譜法最早是由Ross等人使用的，是要求解很有挑戰性的低推力軌跡最佳化問題。此方法已成功的用來求解實際的問題，產生跨地球注入問題的高精度解，該問題是將太空艙從繞月軌道帶到一個很小的地球接面位置，以便成功的重返地球。
貝爾曼擬譜法最常用作Ross–Fahroo擬譜法產生的擬譜解的最佳性確認。除了使用庞特里亚金最大化原理配合Ross–Fahroo擬譜法的解之外，貝爾曼擬譜法也用來做為其解最佳性的初步確認。